# Hugo Enomiya-Lassalle

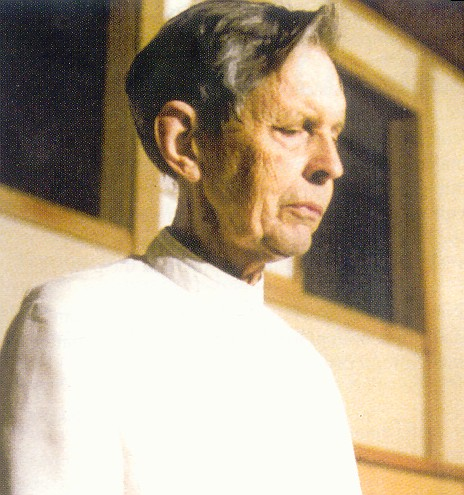
Hugo Enomiya-Lassalle.

Hugo Enomyia-Lasalle, född 11 november 1898, död 1990, tysk jesuitfader och världens förste kristna zenmästare. 
Lasalle var verksam under halva sitt liv i japanska zenkloster där han bl.a. upplevde bombningarna av Hiroshima. Han var den mest erkände experten vad gäller sambandet mellan zen och kristendom och har under många år arrangerat meditativa retreater och kurser däri i Tyskland.

## Skrifter i svensk översättning
- Människans framtid? Cavefors, Zürich, Solna, Seelig, 1983.
- Zen-meditation för kristna. Natur & Kultur, Stockholm, 1977.
- Meditation – en väg till gudsupplevelse. En praktisk handledning i inre bön. Natur & Kultur, Stockholm, 1974.